# Carga

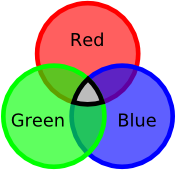
Representação de carga de cor

Na física, uma carga pode se referir a coisas diferentes, a depender do ramo da física a qual se refere: como carga elétrica para o eletromagnetismo ou carga de cor para a cromodinâmica quântica. Uma carga sempre está associada à números quânticos.

## Definição formal

Representação de uma carga elétrica negativa

Uma carga pode ser definida como um gerador de uma simetria continua do sistema físico sob estudo. Quando um sistema físico possui uma simetria o teorema de Noether determina que existe necessariamente uma corrente conservada. A carga é o que flui pela corrente e a carga é o gerador pelo grupo simétrico local.
Logo, para a carga elétrica é o gerador da simetria do grupo circular do eletromagnetismo e a corrente conservada é a corrente elétrica.
Para o caso de simetrias dinâmicas locais associadas à cada carga, dá-se o nome de campo de gauge. Quando quantizado, campo de gauge se torna um bosão de gauge. Logo o campo de gauge do eletromagnetismo é o campo eletromagnético e o bosão de gauge é o fóton.
Por vezes o termo carga é utilizado como sinônimo de gerador em referência ao gerador da simetria. Mais precisamente, quando o grupo simétrico é um grupo de Lie, então as cargas são entendidas como correspondentes do sistema de raiz do grupo de Lie.